# 八幡町立西和良小学校入間分校
八幡町立西和良小学校入間分校（はちまんちょうりつ にしわらしょうがっこう　いりまぶんこう）は、かつて岐阜県郡上郡八幡町（現・郡上市）に存在した公立小学校の分校。

## 概要
- 西和良小学校の分校であり、八幡町入間（旧・西和良村大字入間）が校区であった。1963年廃校。
- 跡地は入間集会場となっている。

## 沿革
- 1873年（明治6年） -　貢間村に貢間義校が開校する。貢間村と入津村、児童が通学する。
- 1875年（明治8年）1月 - 貢間村と入津村が合併し、入間村となる。同時に入間学校に改称する。
- 1886年（明治19年） - 入間簡易科小学校に改称する。
- 1893年（明治26年）4月 - 入間尋常小学校に改称する。
- 1897年（明治30年）4月1日 - 美山村、入間村、洲河村、野々倉村、小那比村が合併し、西和良村が発足。
- 1908年（明治41年） - 西和良村の学校が統合され[注釈 2]、西和良尋常小学校となる。旧・入間尋常小学校は西和良尋常小学校入間分教場となる。
- 1910年（明治43年）4月 - 尋常科1～2年の通学となる。
- 1912年（明治45年） - 校舎を新築する。
- 1941年（昭和16年）4月1日 - 西和良国民学校入間分教場に改称する。
- 1947年（昭和22年）4月1日 - 西和良村立西和良小学校入間分校に改称する。
- 1954年（昭和29年）12月15日 - 八幡町、相生村、川合村、口明方村、西和良村が合併し、八幡町が発足。同時に八幡町立西和良小学校入間分校に改称する。
- 1963年（昭和38年）3月30日 - 廃止。